# 522 a.C.
Séculos: (Século VII a.C. - Século VI a.C. - Século V a.C.)

## Eventos
- Dario I assume o governo da Pérsia

## Nascimentos
- Píndaro, poeta grego.

## Mortes
- Cambises II
- Hidarnes I da Pérsia, n. 555 a.C.